# Sébastien Buemi
Sébastien Buemi, švicarski dirkač Formule 1, * 31. oktober 1988, Aigle, Švica.
Sébastien Buemi je v sezoni 2009 debitiral v Formuli 1, v moštvu Scuderia Toro Rosso, tako je prvi švicarski dirkač Formule 1 po več kot petnajstih letih. V sezoni 2008 je dirkal v seriji GP2, kjer je dosegel dve zmagi in še tri uvrstitve na stopničke, skupno pa šesto mesto v prvenstvu.

## Dirkaški rezultati

### Pregled rezultatov v F1
| Sezona | Serija    | Moštvo              | Dirke | Pole | Zmage | Toč | Uvr |
| ------ | --------- | ------------------- | ----- | ---- | ----- | --- | --- |
| 2009   | Formula 1 | Scuderia Toro Rosso | 17    | 0    | 0     | 6   | 16. |
| 2010   | Formula 1 | Scuderia Toro Rosso | 19    | 0    | 0     | 8   | 16. |
| 2011   | Formula 1 | Scuderia Toro Rosso | 19    | 0    | 0     | 15  | 15. |

### GP2
| Sezona | Moštvo              | 1         | 2         | 3         | 4         | 5           | 6          | 7           | 8         | 9         | 10          | 11          | 12         | 13         | 14          | 15         | 16          | 17         | 18         | 19          | 20        | 21      | Prv | Toč |
| ------ | ------------------- | --------- | --------- | --------- | --------- | ----------- | ---------- | ----------- | --------- | --------- | ----------- | ----------- | ---------- | ---------- | ----------- | ---------- | ----------- | ---------- | ---------- | ----------- | --------- | ------- | --- | --- |
| 2007   | ART Grand Prix      | BHR FEA   | BHR SPR   | ESP FEA   | ESP SPR   | MON FEA 7   | FRA FEA    | FRA SPR     | GBR FEA   | GBR SPR   | EUR FEA Ret | EUR SPR 20  | HUN FEA 15 | HUN SPR 17 | TUR FEA Ret | TUR SPR 13 | ITA FEA 7   | ITA SPR 14 | BEL FEA 10 | BEL SPR Ret | VAL FEA   | VAL SPR | 21. | 6   |
| 2008   | Arden International | ESP FEA 7 | ESP SPR 2 | TUR FEA 6 | TUR SPR 3 | MON FEA Ret | MON SPR 11 | FRA FEA Ret | FRA SPR 1 | GBR FEA 4 | GBR SPR DNS | GER FEA Ret | GER SPR 8  | HUN FEA 7  | HUN SPR 1   | EUR FEA 6  | EUR SPR Ret | BEL FEA 5  | BEL SPR 4  | ITA FEA 3   | ITA SPR 7 |         | 6.  | 50  |

### Azijska GP2
| Sezona | Moštvo              | 1           | 2           | 3         | 4         | 5           | 6           | 7         | 8         | 9         | 10        | Prv | Toč |
| ------ | ------------------- | ----------- | ----------- | --------- | --------- | ----------- | ----------- | --------- | --------- | --------- | --------- | --- | --- |
| 2008   | Arden International | UAE FEA DSQ | UAE SPR Ret | IND FEA 1 | IND SPR 7 | MAL FEA Ret | MAL SPR Ret | BHR FEA 2 | BHR SPR 2 | UAE FEA 2 | UAE SPR 2 | 2.  | 37  |

### Formula 1
(legenda) (odebeljene dirke pomenijo najboljši štartni položaj, poševne pa najhitrejši krog, †-uvrščen kljub odstopu)
| Leto | Moštvo              | Šasija          | Motor               | 1      | 2       | 3      | 4       | 5       | 6       | 7      | 8     | 9      | 10     | 11      | 12      | 13     | 14      | 15      | 16     | 17      | 18      | 19     | Prv | Toč |
| ---- | ------------------- | --------------- | ------------------- | ------ | ------- | ------ | ------- | ------- | ------- | ------ | ----- | ------ | ------ | ------- | ------- | ------ | ------- | ------- | ------ | ------- | ------- | ------ | --- | --- |
| 2009 | Scuderia Toro Rosso | Toro Rosso STR4 | Ferrari 0.56 2.4 V8 | AVS 7  | MAL 16  | KIT 8  | BAH 17  | ŠPA Ret | MON Ret | TUR 15 | VB 18 | NEM 16 | MAD 16 | EU Ret  | BEL 12  | ITA 13 | SIN Ret | JAP Ret | BRA 7  | ABU 8   |         |        | 16. | 6   |
| 2010 | Scuderia Toro Rosso | Toro Rosso STR5 | Ferrari 056 2.4 V8  | BAH 16 | AVS Ret | MAL 11 | KIT Ret | ŠPA Ret | MON 10  | TUR 16 | KAN 8 | EU 9   | VB 12  | NEM Ret | MAD 12  | BEL 12 | ITA 11  | SIN 14  | JAP 10 | KOR Ret | BRA 13  | ABU 15 | 16. | 8   |
| 2011 | Scuderia Toro Rosso | Toro Rosso STR6 | Ferrari 056 2.4 V8  | AVS 8  | MAL 13  | KIT 14 | TUR 9   | ŠPA 14  | MON 10  | KAN 10 | EU 13 | VB Ret | NEM 15 | MAD 8   | BEL Ret | ITA 10 | SIN 12  | JAP Ret | KOR 9  | IND Ret | ABU Ret | BRA 12 | 15. | 15  |